# 후쿠오카현도 제88호선

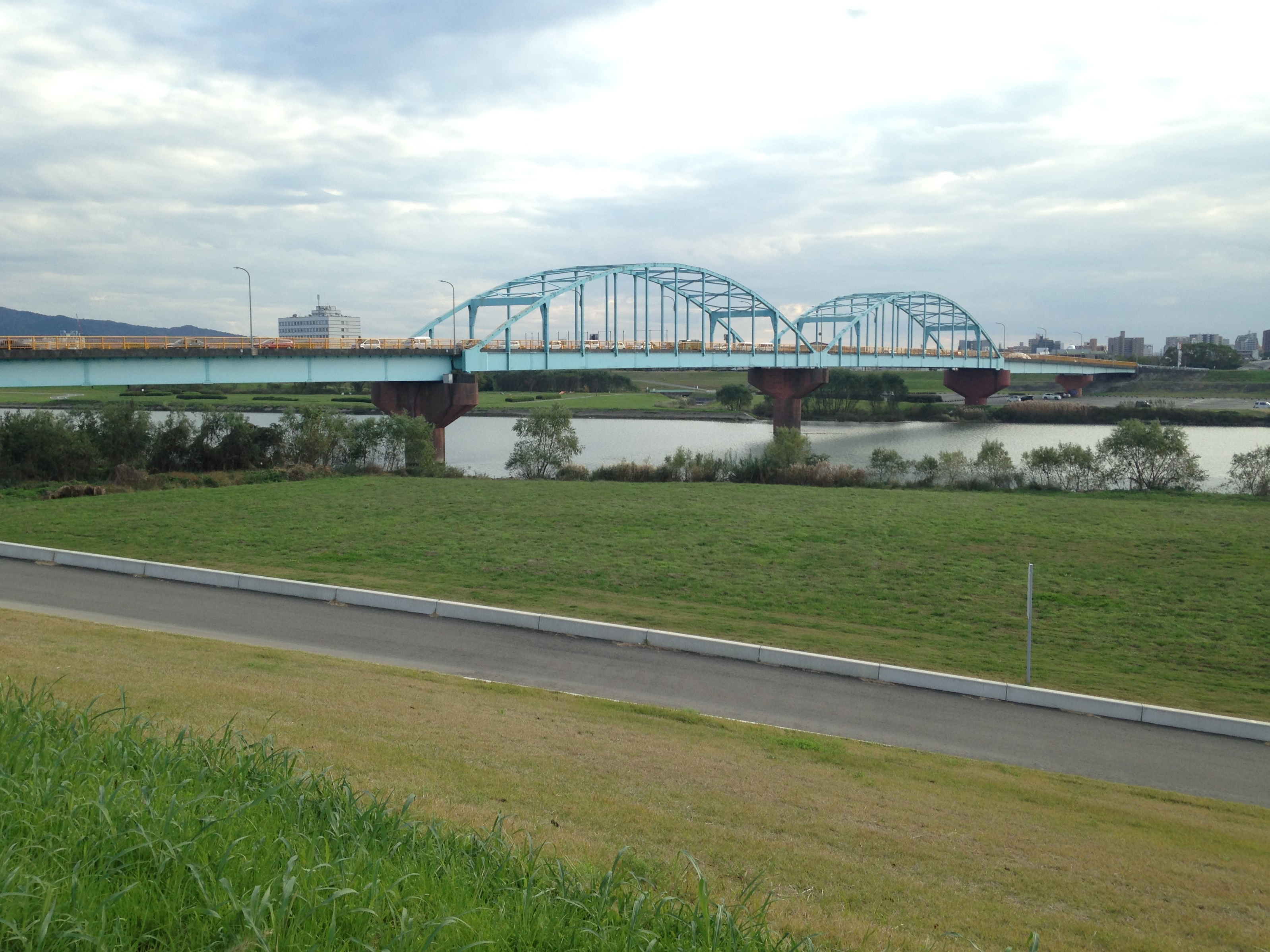
구루메시의 주요 하천으로 알려진 지쿠고강 상부에 놓여 있는 미야노진 교의 전경.

후쿠오카현도 제88호선(일본어: 福岡県道88号久留米小郡線, 후쿠오카현도 제88호 구루메 오고리 선)은 후쿠오카현 구루메시와 오고리시를 사이에 두고 연결되는 현도(주요 지방도)로 총 연장은 14.2 km이다.

## 노선 정보
- 총 연장 : 14.2 km
- 기점 : 구루메시 도리마치 (국도 제3호선의 교점)
- 종점 : 오고리시 쓰코

## 연혁
- 1993년 5월 11일 : 건설성에서 기존의 현도인 구루메 오고리 선을 주요 지방도로 정식 승격하여 지정됨.

## 지리

### 교차하는 도로
국도
- 국도 제3호선
- 국도 제210호선
- 국도 제500호선 (일본)(일본어판)

현도 (県道)
- 후쿠오카현도 제14호선
- 후쿠오카현도 제53호선
- 후쿠오카현도 제132호선
- 후쿠오카현도 제603호선

### 연선
- 니시테쓰 스토어(일본어판) 미야노진점
- 니시테쓰 덴진오무타 선, 니시테쓰 아마기 선 미야노진역
- 니시테쓰 덴진오무타 선 아지사카역
- 니시테쓰 덴진오무타 선 하타마역
- 니시테쓰 덴진오무타 선 니시테쓰오고리역
- 아마기 철도 오고리 역
- 육상자위대 오고리 주둔지(일본어판)
- 니시테쓰 덴진오무타 선 오호역
- 니시테쓰 덴진오무타 선 미쓰사와역
- 니시테쓰 덴진오무타 선 미쿠니가오카 역 (후쿠오카현)
- 규슈 역사 자료관(일본어판)
- 니시테쓰 덴진오무타 선 쓰코역